# Ngaoundéré
Ngaoundéré är den största staden i regionen Adamaoua i Kamerun. Staden är även regionens administrativa huvudort. Folkmängden uppgick till 152 698 invånare vid folkräkningen 2005.
Ngaoundéré ligger på en höjd av omkring 1 200 meter över havet och har ett svalt, tropiskt klimat. De torraste månaderna är januari, februari och november. Det mesta regnet kommer från april till oktober och i december. Temperaturen varierar från som längst plus 10 grader upp till något över 30 grader.
Från Ngaoundéré går en väg norrut mot Garoua och Maroua. Det finns även en flygplats utanför staden. Ngaoundéré har förbindelse med Yaoundé genom en järnväg. Ngaoundéré är slutstationen på den järnvägssträcka som går i nordlig riktning från Yaoundé.
Det finns ett statligt högre lärosäte i staden (franska: Université De Ngaoundéré, engelska: University of Ngaoundéré).
Till stadens sevärdheter räknas Lamido Palace och moskén Lamido Grand Mosque.